# Le Drenche
Le Drenche est un journal de débats web et papier.
Il est édité par la société Le Drenche, une entreprise de l'économie sociale et solidaire, et généralement considéré comme appartenant au secteur des civic tech,.

## Historique
Le Drenche a été créé en 2015. D'abord présent sur le web, une version papier voit le jour en octobre 2016. Le journal est partenaire d'Ouest-France ; sa version papier est distribuée gratuitement d'abord auprès d'un public étudiant parisien, puis dans plusieurs grandes villes françaises,.
Il est également disponible sur abonnement payant à domicile.
En mars 2023, les fondateurs du Drenche annoncent la fermeture du journal, après l'échec d'une levée de fonds et de l'absence de repreneur.

## Concept
Le concept du journal Le Drenche est de proposer pour chaque sujet traité une double tribune, le pour et le contre, rédigées par des personnes spécialisées sur le sujet. Les personnes rédigeant les tribunes incluent des personnalités politiques comme Philippe Poutou, Benoît Hamon ou Nicolas Dupont-Aignan, des associations ou des universitaires.
A ce titre, le journal se revendique comme un journal de débats.
Le but affiché est d'aider les lecteurs à se forger leur propre opinion, ainsi que de lutter contre les bulles de filtres, en présentant des avis argumentés et opposés dans le même journal.
Le journal s'affiche également comme un média démocratique : les sujets traités sont choisis par les lecteurs, via un comité de rédaction ouvert. Pour chaque sujet, les lecteurs sont également invités à voter pour la tribune qu'ils trouvent la plus convaincante.
Le journal propose des offres publicitaires, qui assurent les deux tiers de ses revenus, en partenariat avec Ouest-France. Le fondateur, Florent Guignard, indique en 2017 que le Drenche ne compte pas de journalistes dans son équipe, et revendique l'absence de ligne éditoriale.